# Packers d'Anderson
Maillots
Les Packers d'Anderson (Anderson Packers en anglais), ou Duffey Packers d'Anderson (Anderson Duffy Packers), sont une équipe américaine de basket-ball fondée en 1946 et disparue en 1951, située dans la ville d'Anderson (Indiana).

## Historique
L'équipe a commencé ses activités en participant à la National Basketball League entre 1946 et 1949, puis a suivi la fusion entre ladite NBL et la BAA, participant donc à la saison inaugurale de la NBA. Finalement les Packers ne disputeront qu'une saison NBA pour rejoindre ensuite la National Professional Basketball League et disparaître en même temps qu'elle en 1951.

## Noms et ligues successifs
- 1945-1946 : Anderson Chiefs (NL)[2]
- 1946-1949 : Duffey Packers d'Anderson (NBL)
- 1949-1950 : Packers d'Anderson (NBA)
- 1950-1951 : Packers d'Anderson (NPBL)

## Entraineurs successifs
- ? - ? :  Murray Mendenhall

L'équipe a ensuite eu trois entraîneurs durant sa seule année de NBA.
- Howie Schultz (21 victoires - 14 défaites)
- Ike Duffey (en) (1 victoire - 2 défaites)
- Doxie Moore (en) (15 victoires - 11 défaites, plus un bilan de 4 - 4 en playoffs)

## Performances et résultats
- Durant sa seule année de NBA, l'équipe accéda aux playoffs, battit les Blackhawks de Tri-Cities en demi-finales de Division 2-1, les Olympians d'Indianapolis en finales de Division 2-1 et s'inclina face aux futurs champions, les Lakers de Minneapolis, 2-0, en demi-finales NBA[3].
- Saison 1949-50 : 37-27 (57,8 %)[4]

## Joueurs célèbres ou marquants

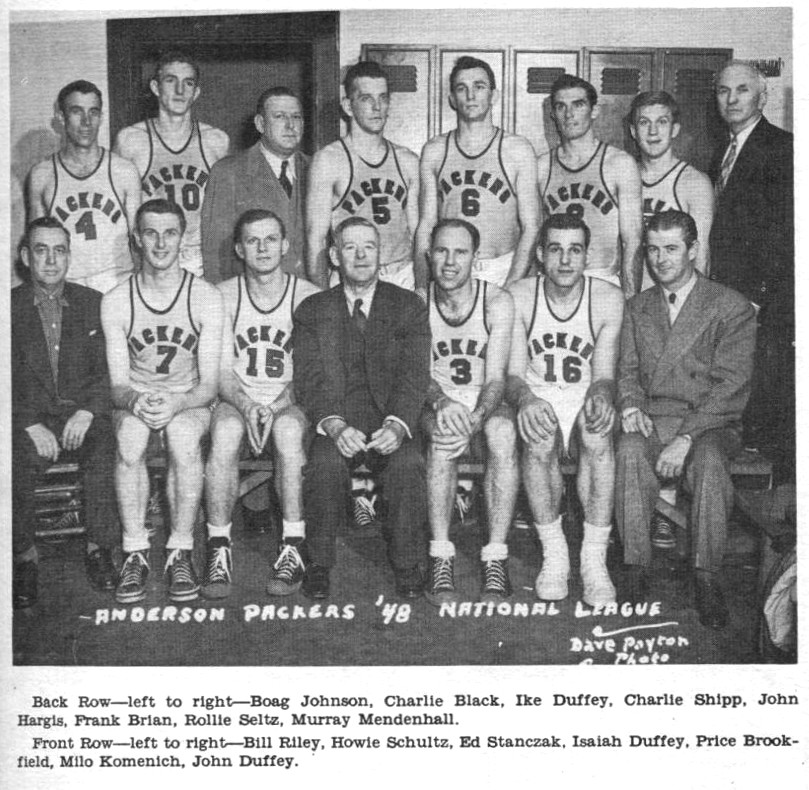
L'équipe lors de la saison 1947-1948.

- Frank Brian : meilleur marqueur et passeur des Packers en NBA (1 138 points marqués, pour une moyenne de 17,8 points par match (31,8 % de réussite au tir et 82,4 % aux lancers francs), et 189 passes décisives, pour une moyenne de 3,0 passes par match). Il fut transféré aux Tri-Cities Blackhawks l'année suivante (1950-1951).